# 광주체육고등학교
광주체육고등학교(光州體育高等學校)는 대한민국 광주광역시 북구 운암동에 있는 공립 고등학교이다.

## 학교 연혁
- 1972년 12월 23일 : 전남체육고등학교 설립인가(교육법 제85조에 의거)
- 1973년 3월 15일 : 전남체육학교 신입생 입학식
- 1976년 3월 8일 : 전남체육고등학교 개교
- 1990년 3월 1일 : 광주체육고등학교로 교명 변경
- 1992년 6월 17일 : 특수목적고등학교로 지정
- 2025년 1월 10일 : 제47회 졸업식(83명, 총 졸업생 4,213명)
- 2025년 3월 4일 : 제50회 입학식 102명(남 55명, 여 47명)
- 2025년 3월 4일 : 제20대 엄길훈 교장 부임

## 설치 학과
- 체육과

## 참고 자료
- 광주체육고등학교 - 한국교육학술정보원 학교알리미